# Alsvåg
Alsvåg är en tätort i Øksnes kommun i Nordland fylke i norra Norge. Orten ligger i Vesterålen, på östsidan av ön Langøya, mot Gavlefjorden, och har 294 invånare (1 januari 2022).
I Alsvåg finns fiskeindustri samt mekanisk verkstad och handelsträdgård. Här finns också ett industriområde med allmän hamn. På orten ligger Øksnes Bygdemuseum med Alsvåggården från 1671, ett av de äldsta bevarade bostadshusen i Nordnorge. Det finns vägförbindelse genom fylkesväg 7674 till fylkesväg 821 och vidare till Sortland och Myre.

### Webbkällor
- ”Alsvåg”. Store norske leksikon. http://snl.no/Alsvåg. Läst 25 april 2012.